# Chris Hansen
Christopher Edward "Chris" Hansen (Chicago, Illinois, 1959. szeptember 13. –) amerikai újságíró, televíziós személyiség, Legismertebb szereplése a Dateline NBC című műsor To Catch a Predator című szegmensében volt, ahol potencionális internetes szexragadozókra csaptak le. Szintén házigazdája a Investigation Discovery csatorna Killer Instinct című szegmensének, 2016 szeptemberétől pedig a Crime Watch Daily című műsort vezeti.

## Gyermekkora
Hansen az illinoisi Chicagóban született, West Bloomfield és Birmingham környékén nőtt fel, majd a Brother Rice High Schoolban tanult a Michigani Blomfield Hillsben. Egy interjúban elmondta, hogy 14 évesen nyomon követte az FBI és a rendőrség Jimmy Hoffa utáni üldözését, ez vezette az újságírói pályára.

## Magánélete
Hansen összeházasodott Mary Joe Hansennel, akiktől két gyermeke született. A család Connecticutben él.

## Díjai
Hansent összesen nyolcszor jelölték Emmy-díjra, négyszer Edward R. Murrow-díjra, háromszor Clarion-díjra, Overseas Press Club-díjra, IRE-re, National Press Club-díjra és International Consortium of Investigative Journalists-díjra.

## Fordítás
- Ez a szócikk részben vagy egészben  a   Chris Hansen című angol Wikipédia-szócikk fordításán alapul.  Az eredeti cikk szerkesztőit annak laptörténete sorolja fel. Ez a jelzés csupán a megfogalmazás eredetét és a szerzői jogokat jelzi, nem szolgál a cikkben szereplő információk forrásmegjelöléseként.